# Sulla natura (Parmenide)
Il poema di Parmenide, indicato dai commentatori posteriori con il titolo di Sulla natura, o Intorno alla natura a seconda delle traduzioni (dal greco Περί Φύσεως, Perí Physeos), può essere considerato il primo vero e proprio testo filosofico della storia del pensiero occidentale.
L'opera, della quale ci sono giunti diciannove frammenti, per un totale di 154 versi, si compone di un Proemio (fr. I, 1-32), e di una trattazione in due parti: La via della Verità (fr. II, 8-49) e La via dell'Opinione (fr. VIII, 50; fr. XIX, 3). Il Proemio ci è pervenuto interamente, la prima parte in larga misura, della seconda restano invece solo alcuni brevi frammenti privi di connessione organica.
Il Poema sulla natura ci è pervenuto grazie alle citazioni di Simplicio nel De coelo (De cœlo 556, 25) e nei suoi commenti alla Fisica di Aristotele (In Aristotelis Physica commentaria), di Sesto Empirico in Adversus mathematicos (libro VII), e di altri scrittori antichi.

## Proemio
La cornice narrativa del Proemio, di natura allegorica, è un discorso filosofico tratto dal poema "Sulla Natura" di Parmenide. Il filosofo, inteso come maestro di verità, narra con un linguaggio poetico molto suggestivo il proprio viaggio verso la conoscenza dell'essere. Accompagnato dalle Eliadi su un carro trainato da cavalle, Parmenide si muove verso il basso, ossia verso l'Ade, dove incontrerà la dea Giustizia (Dike) che sceglie chi possa varcare la porta che si trova dinnanzi al percorso. Grazie alle Eliadi, che convincono la dea Giustizia ad aprire la porta, Parmenide varca la soglia. Egli incontra qui una dea non meglio descritta (si suppone si tratti della moglie del dio Ade) che gli rivela la differenza tra verità (aletheia) e opinione (doxa), parlando dell'essere mortale, l'uomo, come "dal doppio cranio" poiché si rivolge all'una e all'altra senza distinguerle. La rivelazione include la teoria parmenidea secondo la quale ciò che non può essere pensato (il non essere) non può esistere. In questo momento del proemio si mostra dunque la ricerca filosofica di Parmenide, considerato il padre della ricerca ontologica.
Di seguito l'incipit del proemio nella traduzione di Giovanni Realeː
πέμπον, ἐπεί μ' ἐς ὁδὸν βῆσαν πολύφημον ἄγουσαι

δαίμονος, ἣ κατὰ πάντ' ἄστη φέρει εἰδότα φῶτα·

τῇ φερόμην· τῇ γάρ με πολύφραστοι φέρον ἵπποι
 	
ἅρμα τιταίνουσαι, κοῦραι δ' ὁδὸν ἡγεμόνευον.

Ἄξων δ' ἐν χνοίῃσιν ἵει σύριγγος ἀυτήν

αἰθόμενος - δοιοῖς γὰρ ἐπείγετο δινωτοῖσιν

κύκλοις ἀμφοτέρωθεν -, ὅτε σπερχοίατο πέμπειν

Ἡλιάδες κοῦραι, προλιποῦσαι δώματα Νυκτός»
mi accompagnarono, dopo che mi ebbero condotto e mi ebbero posto sulla via che dice molte cose, che appartiene alla divinità e che porta per tutti i luoghi che l'uomo sa.
Là fui portato. Infatti, là mi portarono accorte cavalle

tirando il mio carro, e fanciulle indicavano la via.
L'asse dei mozzi mandava un sibilo acuto,
infiammandosi – in quanto era premuto da due rotanti
cerchi da una parte e dall'altra –, quando affrettavano il corso nell'accompagnarmi,
le fanciulle Figlie del Sole, dopo aver lasciato le case della Notte.»
(frammento I, vv. 1-9)

## La via della Verità
Dopo il Proemio inizia la prima parte del poema, che si occupa della Verità (alétheia), e quindi dell'Essere. Questa seconda parte è suddivisibile a sua volta in due sezioni. Nella prima il filosofo viene iniziato alla verità attraverso le parole della dea Diche e i ragionamenti che egli fa lo inducono ad escludere i metodi fallaci di pensare che ingannano la mente umana e la allontanano dal vero. Nella sezione successiva si trova la fondazione dell'ontologia parmenidea, con la celebre definizione dell'essere e dei suoi attributi.
Il tema cardine della prima parte dell'opera è l'affermazione che solo l'essere è, il non-essere non è. Poiché il non-essere non è e non può essere (di fatto non è nemmeno pensabile), ne consegue che l'essere è ingenerato e imperituro (perché non può derivare dal o finire nel non-essere). 
Inoltre, poiché per Parmenide ogni alterità e ogni divenire implicherebbero il non-essere, l'essere è uno, indivisibile, immutabile, continuo, immobile, "simile a una ben rotonda sfera" (sul fatto che quest'ultima descrizione vada interpretata in senso più o meno metaforico il dibattito è aperto). Questa concezione riduce ovviamente il mondo del divenire a mera apparenza, infatti scrive:
(Frammento 8, vv. 38-42.)

## La via delle Opinioni
Nella seconda parte l'autore si sofferma sulle opinioni dei mortali (in greco δὀξα, dóxa) e della loro corretta interpretazione. Qui è esposta, in modo frammentario e di difficile comprensione, una filosofia della natura secondo lo stile della scuola ionica e pitagorica. In essa Parmenide spiega fenomeni e processi naturali tra i quali le origini del cosmo, il fatto che la Luna rifulge di luce non propria ma riflessa, il modo in cui vengono concepiti gli esseri umani. 
Parmenide ritorna dunque sul mondo dell'apparenza per darne la corretta interpretazione, nei limiti posti comunque nella prima parte, cioè con la consapevolezza che non siamo in ogni caso nell'ambito della verità ma della semplice dóxa.

## Interpretazione
Uno dei problemi aperti nell'interpretazione del poema, interpretazione non semplice data la sua incompletezza e il linguaggio a tratti criptico e allegorico, è la piena armonizzazione della seconda parte dell'opera con quanto sostenuto nella prima.
Un tentativo in tal senso è rappresentato da una linea di interpretazione seguita ad esempio in una certa misura da Giovanni Reale, per il quale la via dell'opinione non va confusa con quella dell'errore diretta al non-essere: «Parmenide ha esposto un'"opinione plausibile", oltre a quella fallace, e ha cercato, a suo modo, di dar conto dei fenomeni». Un giudizio assai più marcato è quello espresso ancora da Luigi Ruggiu. Secondo quest'ultimo l'opera di Parmenide è perfettamente coerente, avendo una struttura di questo tipo:
- affermazione dell'impossibilità del non-essere.
- reinterpretazione del mondo fenomenico alla luce di questa conquista, cioè senza negare la realtà delle entità divenienti, ma interpretandola in un'ottica che, diversamente da quanto fa il volgo, escluda l'implicazione del non-essere.

Sono sorte tuttavia obiezioni che sostengono come questa lettura non sarebbe del tutto coerente con le lapidarie affermazioni esposte nella prima parte dell'opera, affermazioni che avevano infatti generato nei discepoli di Parmenide Zenone e Melisso delle prospettive rigorosamente moniste.